# La Jagua (Huila)

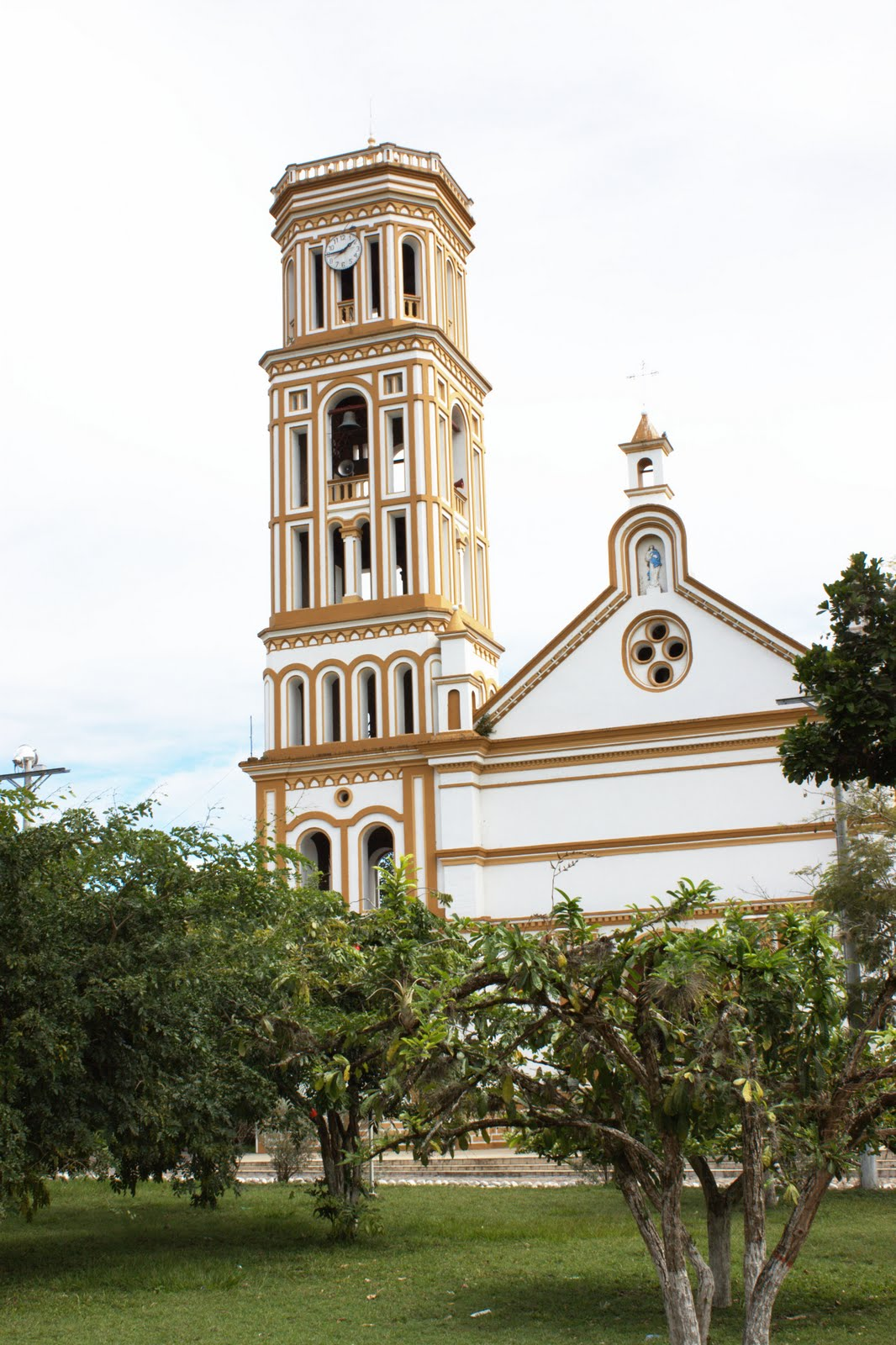
Iglesia parroquial de la Inmaculada Concepción de La Jagua.

La Jagua es un centro poblado del municipio colombiano de Garzón, en el departamento de Huila. En Colombia es conocido como «El Pueblo de las Brujas», pero también por sus artesanías tradicionales hechas con fique.
La Jagua es el pueblo Colonial más antiguo de Garzón, ubicado a 117 km de Neiva, y uno de los primeros pueblos del Huila. Se caracteriza por sus calles empedradas y sus más de 300 casas de un solo piso y tejas españolas, que datan del Nuevo Reino de Granada. Tiene aproximadamente 3.000 habitantes. 
Entre sus festividades más conocidas se destaca el «Festival de las Brujas», que se realiza en el mes de noviembre con comparsas, representaciones teatrales, danzas típicas, música tradicional huilense, orquestas y muestras artesanales y gastronómicas.

## Historia

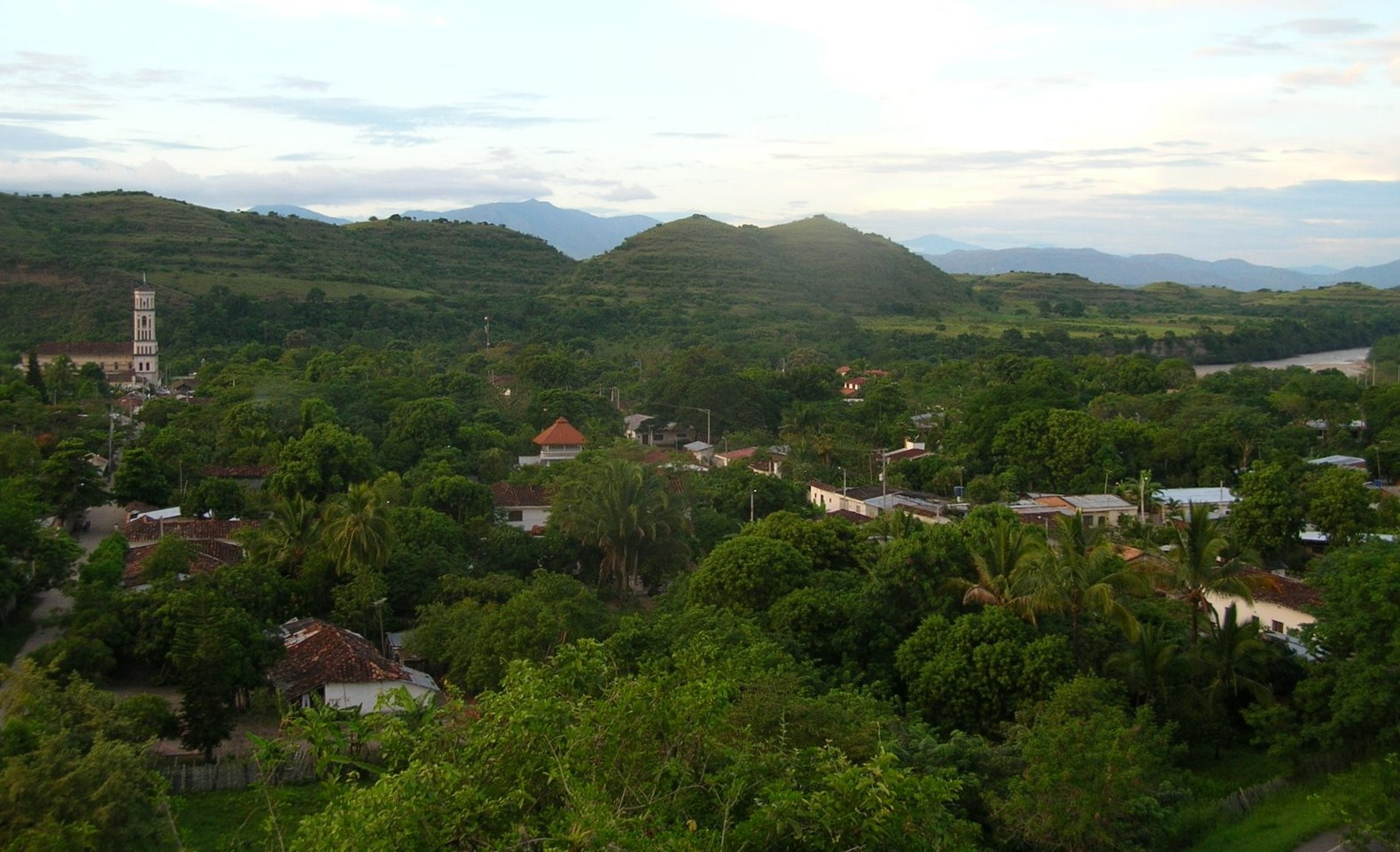
Vista de un sector de La Jagua.

La Jagua originalmente era una comunidad indígena Tama situada al borde de la desembocadura del río Suaza en el río Magdalena. Se cree, por su ubicación y los restos arqueológicos que se han encontrado, que La Jagua fue un lugar de importancia ceremonial y adoratorio de antiguos dioses para distintos pueblos indígenas como los Andaquí, Tamas, Yalcón, Timanaes, Pijaos y Nasa. 
La Jagua no tiene fecha de fundación española, pero se cree que ocurrió en el año 1540, cuando se construyó la primera capilla doctrinera, por lo que es uno de los pueblos más antiguos del Huila. Fue la primera sede del actual municipio de Garzón y se disputa hoy con Popayán la cuna del sabio Francisco José de Caldas; aún se conserva la casa que, según la tradición, fue su lugar de nacimiento. 
En alguna oportunidad fue erigido como municipio, pero siempre fue materia de rivalidades y de disputas por parte de Garzón y Altamira, poblaciones que en varias ocasiones entraron en conflicto por la anexión de su extenso territorio. Desde 1936, por ordenanza departamental, es un centro poblado bajo jurisdicción del municipio de Garzón.

## Brujas hechiceras y voladoras

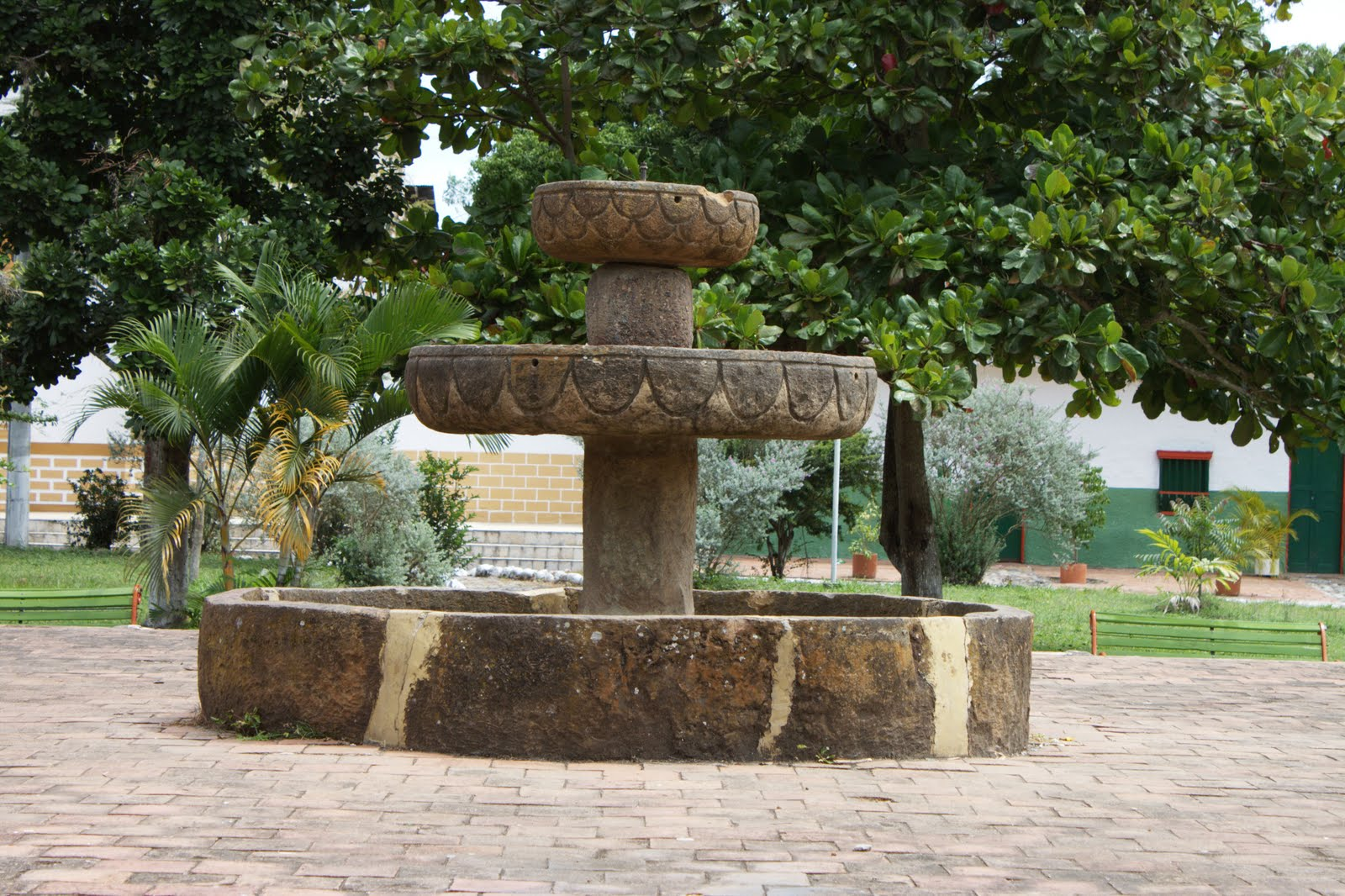
Fuente del parque central de La Jagua.

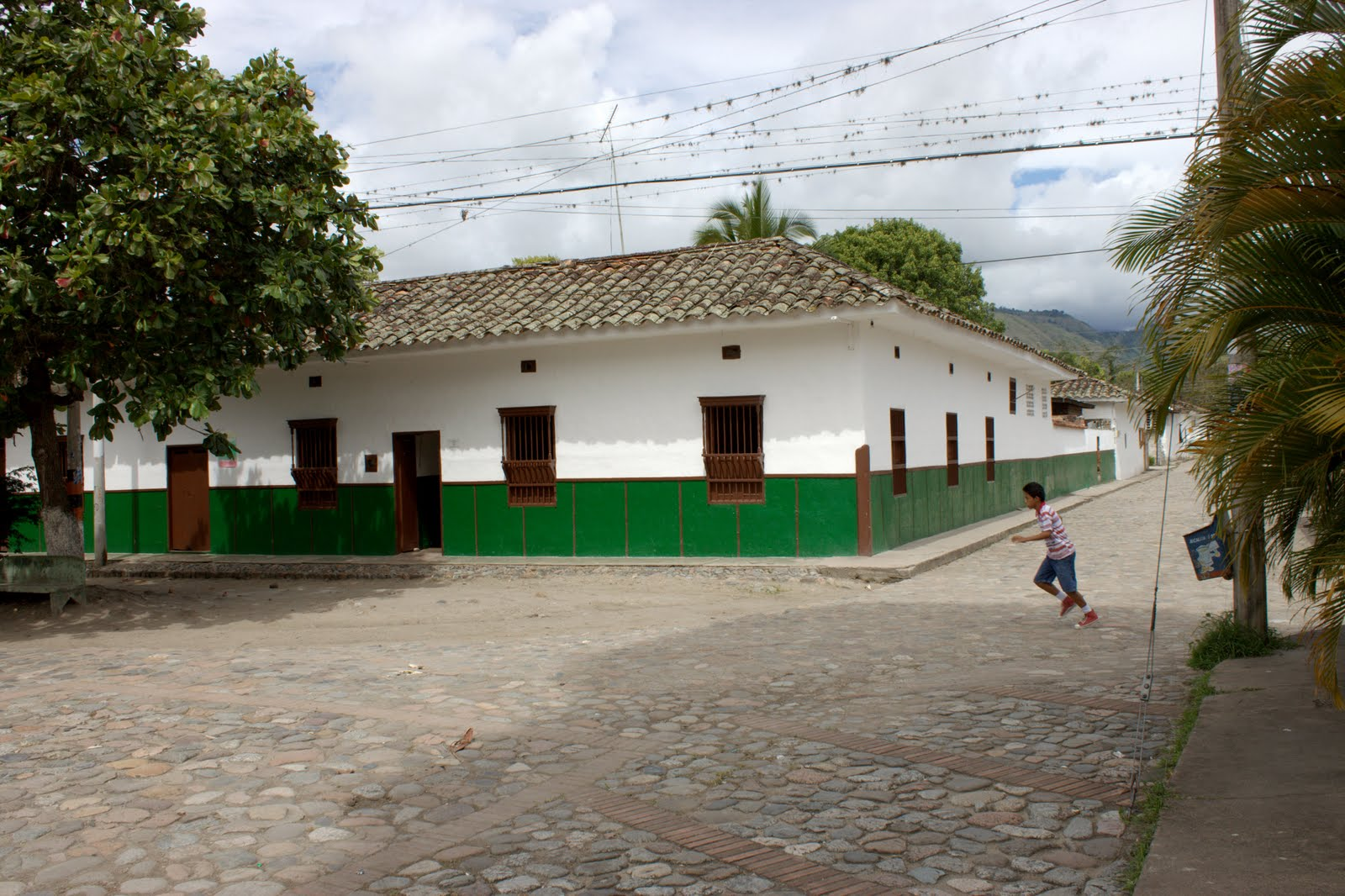
Antigua casona española en La Jagua.

La Jagua ha ganado fama de ser un pueblo de brujas debido a que, según la tradición, en el lugar se reunían los brujos, brujas y hechiceras del sur del país para hacer rituales y conjuros desde la época precolombina y luego en épocas posteriores, cuando en tiempos del Nuevo Reino de Granada llegaron a la región algunas gitanas y brujas españolas, atraídas por las tradiciones indígenas.
Las gitanas y brujas españolas enseñaron las artes adivinatorias de la quiromancia y el tarot con la baraja española e intercambiaron con los chamanes indígenas el conocimiento de las hierbas americanas y europeas. Posteriormente, las brujas mestizas adquirieron esos conocimientos y los unificaron en otras artes mágicas como la lectura del tabaco y del chocolate.
En la actualidad se habla de la existencia dos clases de brujas en La Jagua: la hechicera y la voladora. 
- Brujas hechiceras: Los habitantes de La Jagua consideran brujas hechiceras a las nativas que adivinan el porvenir con la lectura de la mano, el tarot, el cigarrillo, el tabaco y el chocolate, además de realizar pócimas y otras preparaciones con hierbas. Generalmente son señoras muy ancianas, pues la tradición se ha perdido y las mujeres jóvenes suelen trasladarse a vivir a la capital y no involucrarse con esas tradiciones antiguas, aunque también se dice que las brujas son muy discretas y por esa razón no se dan a conocer a los muchos turistas que llegan atraídos por las leyendas. Las brujas hechiceras son conocidas especialmente por realizar trabajos para el amor por medio de sus conocimientos herbolarios. Algunas personas creen que las brujas de La Jagua llegaron provenientes del municipio de Tarqui, una de las principales cunas de las brujas de la región.[2]

- Brujas voladoras: Llaman voladoras a las brujas que se sienten irrumpir en los tejados de las casas con un estruendo similar a la descarga de un cúmulo de mangos. Algunos las describen como pájaros negros, animales en los que esas mujeres se transformarían gracias a sus artes mágicas. Muchos aseguran que las brujas voladoras son inofensivas y se acercan a las viviendas sólo para escuchar lo que dice la gente, y a veces se les atribuyen los morados en el cuerpo con los que muchas personas amanecen. Se dice que cuando a una bruja voladora se enamora de un hombre, entra a su habitación por la noche y le da un chupetón. Una tradición local afirma que el ajo, la mostaza y el agua bendita mantienen a raya a las brujas voladoras.[3]

Antiguamente era tradición de la región recomendar a los visitantes que antes de llegar al pueblo se armaran de camándulas, estampitas y otras imágenes religiosas para contrarrestar los efectos negativos del mal de ojo que les pudieran lanzar las brujas, de las que se decía que por las noches danzaban alrededor del fuego en los campos cercanos al pueblo.

### La leyenda de la bruja quemada
La leyenda más conocida del pueblo cuenta que hace muchos años (probablemente a principios del siglo XIX) hubo varios casos de maleficios y tormentos que fueron atribuidos a una mujer acusada de brujería, pues en su casa fueron encontrados innumerables hierbas, frascos y objetos extraños. Para aliviar la situación y devolver la paz al pueblo, la mujer fue quemada viva en el parque principal. Por esta razón, para que nadie olvidara el episodio, cerca de este sitio (o en el sitio exacto según algunas versiones) fue construido un empedrado con la figura de una voladora.

## Los guaqueros
La Jagua también es conocida como tierra de guaqueros, es decir, de personas que se dedican a la búsqueda y extracción de tesoros indígenas. Las personas que se dedican a la guaquería dicen que la diferencia entre el guaquero y arqueólogo es que éste tiene cartón universitario. Pero el estudio no ha sido un impedimento para saber sobre el arte precolombino. Las bóvedas son fáciles de encontrar: basta ubicar una y se da por entendido que se ha pisado terreno indígena.
Algunos guaqueros recorren un área determinada punzando la tierra con un lingote, y donde sienten que el metal penetra fácilmente, excavan hasta encontrar una tumba de forma cilíndrica que ha servido de morada perpetua a los antiguos pobladores. Otros, en cambio, se guían por los montículos de piedras que los aborígenes pusieron sobre las bóvedas.
Es claro que el valle de los ríos Suaza y Magdalena fue asentamiento de muchas culturas precolombinas, de ahí que muchos cementerios hayan sido encontrados en estos lugares.
Los primeros guaqueros excavaban con la ilusión de encontrar oro. No obstante, poco a poco fueron conscientes de que la mayoría de los indígenas sólo conservaban cerámica. Los jóvenes de hoy día escarban los terrenos por curiosidad; algunos se inquietan por el hecho de que algunas tumbas tengan más piezas de barro que otras; incluso la experiencia les ha servido para descubrir que la cerámica del río Suaza es diferente a la del río Magdalena.

## Escuela Internacional de Teatro Calle y Circo
Proyecto pedagógico creado por el Teatro Taller de Colombia en 1993 en el centro poblado La Jagua (Municipio de Garzón), Departamento del Huila. Desde sus inicios se ha contado con el apoyo del Ministerio de Cultura, dentro del programa de “Formación Artística y Escuelas Concertadas” y de algunas instituciones nacionales e internacionales.
El objetivo principal es la formación artística y cultural en el lenguaje del Teatro Calle y las Artes Circenses,  programa pedagógico encaminado a brindar herramientas para el trabajo y el desarrollo humano y la instrumentación básica a jóvenes, niños y niñas de la región en riesgo de exclusión social, brindándoles la oportunidad de desarrollar actividades artísticas y culturales como opción de vida.
El intercambio de experiencias con maestros nacionales e internacionales, la realización de encuentros de teatro y artes circenses y las presentaciones artísticas a nivel regional y departamental ha beneficiado a los creadores de las artes escénicas y a la población en general.